# 古谷拓哉
古谷 拓哉（ふるや たくや、1981年7月14日 - ）は、北海道北見市出身の元プロ野球選手（投手）。左投左打。
元福岡ソフトバンクホークスの古谷優人は「はとこ甥」（父親のいとこの孫）にあたる。

## 経歴

### プロ入り前
駒澤大学附属岩見沢高校時代は、第80回全国高等学校野球選手権大会（当時は南北海道代表）と翌年春の第71回選抜高等学校野球大会にエースとして出場。3年時の夏は、南北海道大会決勝で北海高と対戦するも自身の暴投により0-1でサヨナラ負けを喫した。
高校在学中は学業も優秀で、枠が一つしかない指定校推薦で駒澤大学に進学。当時はカウンセラーになることを目指し、心理学を専攻した。入学後、野球部には入部しなかった。上記の暴投のショックで入部しなかったと周囲には言われていたが、高校時代で野球への情熱が燃え尽きてしまったからであった。遊びで軟式野球サークルに所属してはいたが、週に1回の練習にも行くか行かないかの日々を送っていた。学業にも熱が入らず、不摂生な生活を送っていた中、たまたま見たシドニー五輪での松坂大輔の姿に感化され、1年時の秋に一念発起し硬式野球部に途中入部する。野球部からは「左投げじゃなかったら取らなかった」と言われたという。東都1部リーグでは通算20試合登板し1勝7敗だった。2部1季2試合のみ。駒大では3学年先輩に武田久、2学年先輩に稲田直人と前田大輔と川岸強、1学年先輩に梵英心、1学年後輩に服部泰卓、2学年後輩に新井良太、3学年後輩に増井浩俊がいた。
大学卒業後は一般企業に就職することを考えていたが、社会人野球の日本通運との練習試合に登板し好投したことをきっかけにスカウトされ入団。ここでもエースになれなかったが、2年目の第76回都市対抗野球大会で同大会の優勝チームである三菱ふそう川崎戦で先発投手降板後に登板し、5回無失点の好投を見せ、この投球が当時の千葉ロッテマリーンズ監督、ボビー・バレンタインの目に留まり、同年のプロ野球ドラフトの大学・社会人ドラフト5巡目で千葉ロッテマリーンズから指名を受け入団した。

### プロ入り後

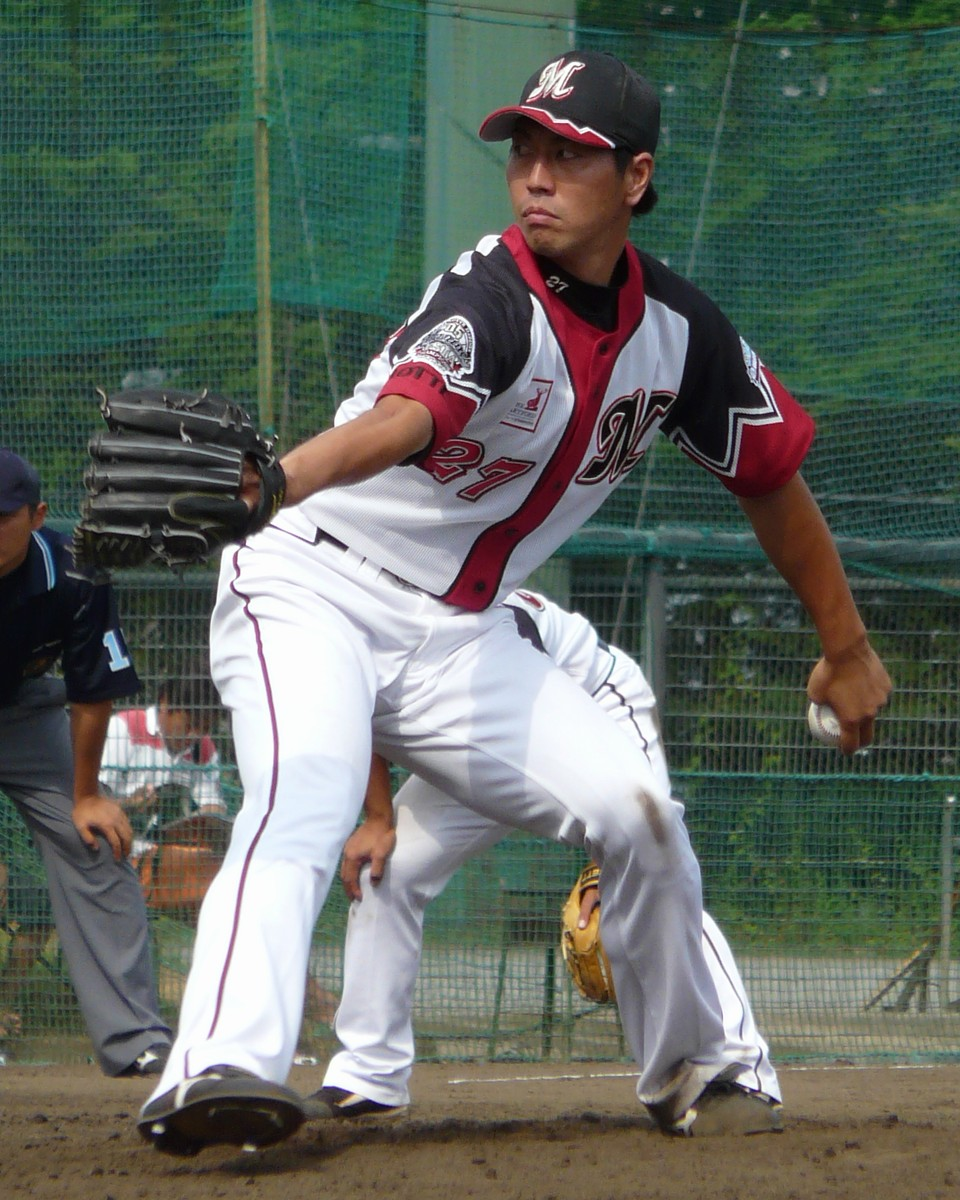
古谷の投球フォーム

2006年は、即戦力左腕として期待され、8月30日のソフトバンク戦で初先発初登板を果たしたが、2回3失点で結果は敗戦投手。一軍での登板はその1試合のみだった。二軍では防御率2.51、10勝5敗の成績で、イースタン・リーグ最多勝・最優秀防御率・最多奪三振の三冠を獲得した。
2007年と2008年は、2年連続で一軍登板なしに終わった。
2009年は、3年振りの一軍登板を果たしたが、防御率11.81に終わった。
2010年シーズンは、結果が出なければ打撃投手へ転向するよう球団フロントから通達される。シーズン当初は二軍スタートとなるが、4月後半に一軍に昇格すると、5月3日の北海道日本ハムファイターズ戦に2番手として登板し初勝利を挙げ、同年は58試合に登板し3勝0敗、防御率2.91の好成績でレギュラーシーズンを終える。同年の日本シリーズにも4試合に登板し、1ホールドをマークした。
2011年は、開幕一軍入りするものの、序盤は不調に苦しみ5月に二軍落ちした。9月下旬に一軍に復帰すると、一時は10点台にまで低迷していた防御率も5点台にまで持ち直した。
2012年は、前年よりも登板数が減少し、10試合で防御率5.79に終わった。同年オフの秋季キャンプで、新任の投手コーチの斉藤明雄から先発の適性を見出され、打診を受け転向した。
2013年シーズンは先発として迎えたが、オープン戦では不安定な投球で開幕一軍はならなかった。しかし、5月30日のイースタン・リーグの対横浜DeNAベイスターズ戦（平塚球場）でノーヒットノーランを達成した。この投球が評価され、一軍に昇格すると6月26日の対オリックス・バファローズ戦であと一人でノーヒットノーランを達成するところまで漕ぎ着けたが、坂口智隆に3塁打を打たれ達成はならなかった。しかし続く代打の辻俊哉を遊ゴロに打ち取り、7年（2492日）ぶり2度目の先発を初完封先発初勝利で飾った。その後もシーズン終了までローテーションの一角として活躍し、自己最多となる9勝、防御率2.73をマークした。クライマックスシリーズのファーストステージでは西武と対戦、第1戦に先発し、打線の大量援護があったが、5回途中で降板した。ファイナルステージの楽天戦には第3戦に先発するも敗戦投手となった。
2014年は開幕から先発としてローテ入りし、4月で3勝を挙げる好スタートを切った。しかし交流戦に入ると調子を落とし、中継ぎに回る場面も見られた。リーグ戦再開後は先発に戻り、7月22日の福岡ソフトバンクホークス戦でチームトップの7勝目を記録。しかし、その後3連敗を喫し、8月26日のオリックス戦で3回途中4失点で降板すると、左肩痛のため登録抹消となりシーズンを終えた。同シーズンは7勝5敗、防御率4.35であったが、交流戦を除くと防御率は3.76とまずまずの数字であった。
2015年は11試合に登板し3勝4敗、防御率は4.42という成績を残した。
2016年には、一軍公式戦5試合の登板で、防御率8.84と不振を極めた。先発に起用された4試合ですべて黒星を喫し、8月25日の対日本ハム戦（QVCマリン）3回表に陽岱鋼の打球が左手親指の付け根を直撃。後に左手母指中手骨の骨折で全治に3ヶ月を要することが判明し、そのままシーズンを終えた。二軍調整中には、イースタン・リーグ公式戦12試合に登板。5勝2敗、防御率4.34という成績を残した。
2017年には、チームの日本人投手で現役最年長（36歳）に到達。前年の左手骨折から、リハビリを経て、イースタン・リーグの公式戦で実戦復帰を果たした。しかし、一軍公式戦への復帰登板までには至らず、10月3日に球団から戦力外通告を受けた。その際に球団職員への転身を勧められたことから、11月初旬に現役引退を決意。12月21日に、球団を通じて引退を正式に発表した。

### 引退後
ロッテの球団職員として、2018年1月1日付で営業部に配属された。ロッテの選手が戦力外通告を経て用具係・打撃投手など現場スタッフやスカウト以外の球団職員に採用された事例は初めてで、自身と同じく2017年に戦力外通告を受けた黒沢翔太も、古谷と同じ経緯で球団スタジアム部に配属されている。2021年2月現在は2軍管理兼メディカル担当。

## 選手としての特徴
平均140km/h弱のストレートとスライダー、カーブ、チェンジアップを武器に、コーナーを巧みに突くピッチングが持ち味。クイックモーションでの動作が速く、左打者に対して徹底的に外角を攻めることも特徴。
中継ぎ要員として起用された2012年まで、パワーピッチングに終始し、ストレートで最速145km/hを記録する一方で、この投球スタイルに限界を感じていた。そのため、首脳陣から先発への転向を勧められたことを機に、投球スタイルを一新。「リリースの瞬間までボールを体の後ろに隠す」「脚を下ろす前にタメを作る」「投球の動作をゆったりさせる」という脱力投法に変えた結果、2013年以降は一軍先発陣の一角を担った。

## 人物
科学雑誌の『Newton』を愛読していることを公言するなど、「球界きっての宇宙マニア」としても知られた。2015年11月22日にQVCマリンフィールドで開かれたロッテのファン感謝イベント「スーパーマリンフェスタ2015」では、千葉市科学館からの依頼を受けて、田中英祐（京都大学工学部出身）と共に「カモメ科学館」（ブルペンを舞台に宇宙や地球の魅力を中学生以下の児童と一緒に学ぶ企画）へ参加した。

## 詳細情報

### 年度別投手成績
| 年 度     | 球 団     | 登 板 | 先 発 | 完 投 | 完 封 | 無 四 球 | 勝 利 | 敗 戦 | セ 丨 ブ | ホ 丨 ル ド | 勝 率 | 打 者 | 投 球 回 | 被 安 打 | 被 本 塁 打 | 与 四 球 | 敬 遠 | 与 死 球 | 奪 三 振 | 暴 投 | ボ 丨 ク | 失 点 | 自 責 点 | 防 御 率 | W H I P |
| --------- | --------- | ----- | ----- | ----- | ----- | -------- | ----- | ----- | -------- | ----------- | ----- | ----- | -------- | -------- | ----------- | -------- | ----- | -------- | -------- | ----- | -------- | ----- | -------- | -------- | ------- |
| 2006      | ロッテ    | 1     | 1     | 0     | 0     | 0        | 0     | 1     | 0        | 0           | .000  | 13    | 2.0      | 6        | 1           | 1        | 0     | 0        | 1        | 0     | 0        | 3     | 3        | 13.50    | 3.50    |
| 2009      | ロッテ    | 4     | 0     | 0     | 0     | 0        | 0     | 0     | 0        | 0           | ---   | 29    | 5.1      | 8        | 0           | 4        | 1     | 2        | 3        | 1     | 0        | 7     | 7        | 11.81    | 2.25    |
| 2010      | ロッテ    | 58    | 0     | 0     | 0     | 0        | 3     | 0     | 0        | 11          | 1.000 | 245   | 55.2     | 48       | 4           | 30       | 0     | 2        | 52       | 3     | 0        | 19    | 18       | 2.91     | 1.40    |
| 2011      | ロッテ    | 21    | 0     | 0     | 0     | 0        | 1     | 0     | 0        | 3           | 1.000 | 91    | 19.0     | 25       | 0           | 9        | 0     | 1        | 14       | 1     | 0        | 16    | 12       | 5.68     | 1.79    |
| 2012      | ロッテ    | 10    | 0     | 0     | 0     | 0        | 0     | 0     | 0        | 0           | .000  | 48    | 9.1      | 15       | 2           | 6        | 0     | 0        | 2        | 0     | 0        | 6     | 6        | 5.79     | 2.31    |
| 2013      | ロッテ    | 15    | 15    | 1     | 1     | 0        | 9     | 1     | 0        | 0           | .900  | 359   | 89.0     | 67       | 5           | 29       | 0     | 6        | 76       | 3     | 0        | 28    | 27       | 2.73     | 1.08    |
| 2014      | ロッテ    | 23    | 17    | 1     | 1     | 0        | 7     | 5     | 0        | 0           | .583  | 461   | 101.1    | 110      | 8           | 44       | 2     | 6        | 68       | 2     | 0        | 53    | 49       | 4.35     | 1.52    |
| 2015      | ロッテ    | 11    | 11    | 0     | 0     | 0        | 3     | 4     | 0        | 0           | .429  | 235   | 53.0     | 50       | 7           | 28       | 0     | 3        | 39       | 1     | 0        | 27    | 26       | 4.42     | 1.47    |
| 2016      | ロッテ    | 5     | 4     | 0     | 0     | 0        | 0     | 4     | 0        | 0           | .000  | 92    | 18.1     | 25       | 1           | 11       | 0     | 0        | 6        | 0     | 0        | 19    | 18       | 8.84     | 1.96    |
| 通算：9年 | 通算：9年 | 148   | 48    | 2     | 2     | 0        | 23    | 15    | 0        | 14          | .605  | 1573  | 353.0    | 354      | 28          | 162      | 3     | 20       | 261      | 11    | 0        | 178   | 166      | 4.23     | 1.46    |

### 記録
投手記録
- 初登板・初先発：2006年8月30日、対福岡ソフトバンクホークス18回戦（千葉マリンスタジアム）、2回0/3を3失点で敗戦投手
- 初奪三振：同上、2回表にホルベルト・カブレラから空振り三振
- 初勝利：2010年5月3日、対北海道日本ハムファイターズ7回戦（千葉マリンスタジアム）、5回表2死に2番手で救援登板、1/3回を無失点
- 初ホールド：2010年6月4日、対中日ドラゴンズ3回戦（ナゴヤドーム）、6回裏に2番手で救援登板、1/3回を無失点
- 初先発勝利・初完投・初完封勝利：2013年6月26日、対オリックス・バファローズ8回戦（京セラドーム大阪）、9回1安打10奪三振

打撃記録
- 初安打・初打点：2014年6月4日、対中日ドラゴンズ2回戦（QVCマリンフィールド）、2回裏に大野雄大から投手強襲内野安打

### 背番号
- 27 （2006年 - 2017年）

### 登場曲
- オアシス 『Roll With It』（2006年 - 2008年）
- グリーン・デイ 『Minority』（2009年 - 2013年）
- オアシス 『Lyla』（2014年）
- カサビアン 『Club Foot』（2015年 - ）[21]